# Pteraster reticulatus
Pteraster reticulatus is een zeester uit de familie Pterasteridae.
De wetenschappelijke naam van de soort werd in 1906 gepubliceerd door Walter Kenrick Fisher.